# Mastro-Don Gesualdo
Mastro-don Gesualdo est un roman de l'écrivain italien Giovanni Verga, considéré comme l'une de ses œuvres majeures, publié d'abord en feuilleton dans la revue Nuova Antologia en 1888 et en volume l'année suivante.
Second roman du cycle des Vaincus, il traite de la question de la désagrégation des liens familiaux à travers la tentative d’ascension sociale d'un maçon sicilien, entre les émeutes révolutionnaires de 1820 et de 1848.

## Résumé
Gesualdo Motta est un maçon qui a réussi à devenir riche par la force de son travail et tente de l'être davantage en spéculant sur la vente du blé. Cela le conduit « naturellement » à accepter la logique économique qui l'amène à l'intérieur d'une nouvelle classe sociale : pour ce faire, il abandonne sa femme humble qui l'aimait et qui lui avait donné des enfants pour épouser Bianca Trao, une jeune femme noble mais pauvre et qui s'est déshonorée avec son cousin, de qui elle a une fille, Isabella, et qui le méprise pour ses origines. 
Si les rapports entre Gesualdo et sa femme sont conflictuels, il éprouve un grand amour pour sa belle-fille. Cependant, quand il la pousse à épouser un vieux noble désargenté, il n'obtient plus d'Isabella que du mépris, d'autant plus que l'homme dissipe en peu de temps tout le patrimoine accumulé avec difficulté par Gesualdo au cours de sa vie. 
Ce dernier se retrouve alors seul, privé d'affection, accepté seulement pour sa richesse mais rejeté en réalité à cause de sa basse extraction sociale. Il meurt seul dans le palais de sa fille, moqué même par les serviteurs qui s'irritent de la vision de ses origines humbles sur ses mains. Gesualdo disparait en tant que « Mastro-don » : don car riche et puissant, mais toujours mastro, appellation que donnaient les Siciliens à ceux qui se consacraient aux travaux manuels, le signe pour Gesualdo de son irrévocable appartenance au monde d'en bas.

## Ancrage historique
Comme dans Les Malavoglia, le point de vue individuel croise la vision historique. Le roman se déroule dans la Sicile de la première moitié du XIXe siècle, avec des références explicites aux émeutes révolutionnaires de 1820 et 1848. Le monde représenté par Verga est riche de contradictions, de divisions sociales. La noblesse est mourante, mais obstinée à la défense de ses privilèges ; la bourgeoisie, d'où provient Gesualdo, est la classe destinée à s'affirmer sur le plan économique, mais privée de perspective sociale car incapable de se libérer de la tutelle de la vieille aristocratie ; le peuple, enfin, est opportuniste et violent, privé de valeurs morales ou humaines.